# Eppenberg-Wöschnau
Eppenberg-Wöschnau ist eine Einwohnergemeinde im Schweizer Kanton Solothurn. Sie gehört zum Bezirk Olten.

## Geographie

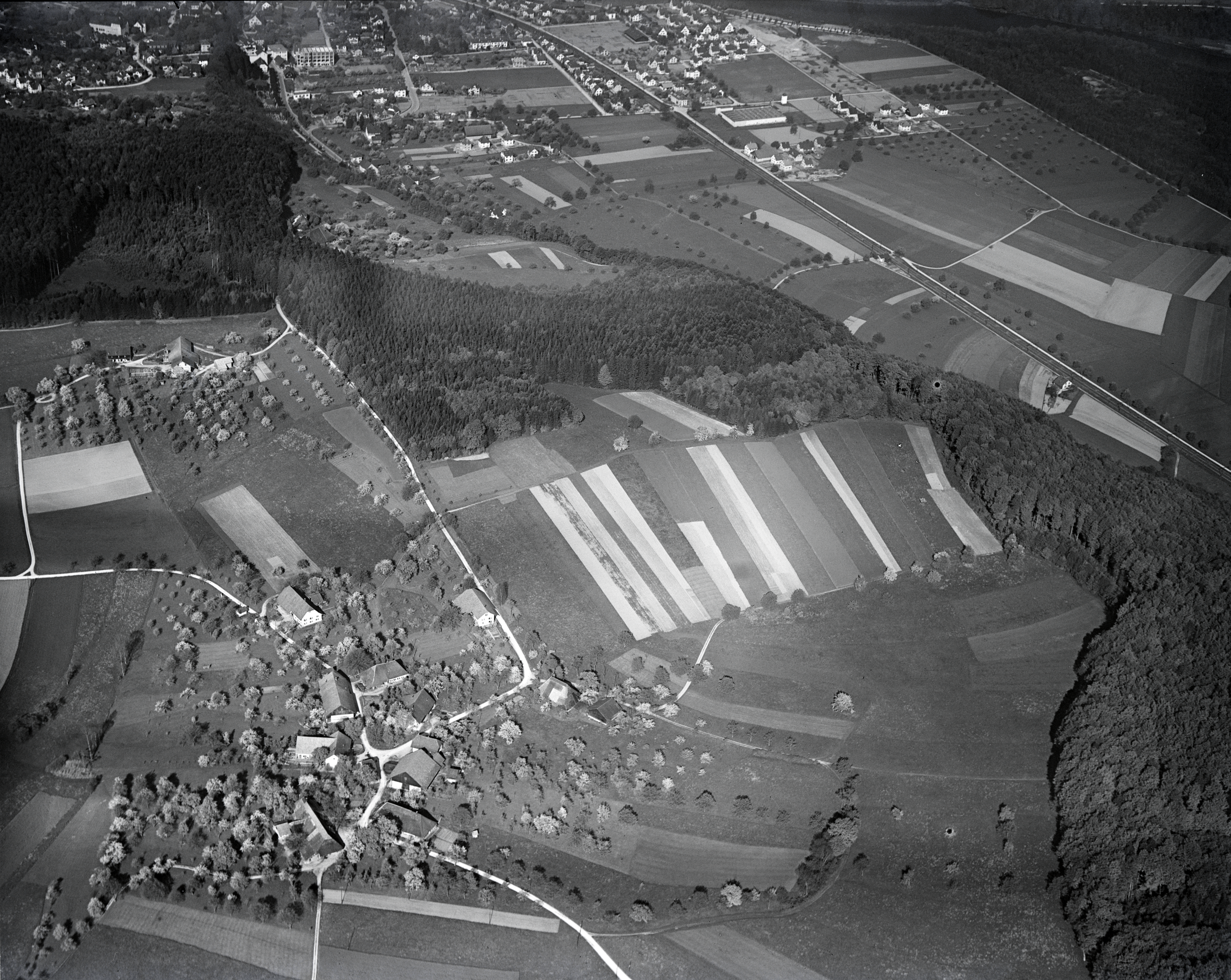
Luftbild aus 500 m von Walter Mittelholzer (1930)

Eppenberg-Wöschnau liegt rund 2 km südwestlich der Stadt Aarau (Luftlinie). Wöschnau erstreckt sich auf 379 m ü. M. am Südrand des Aaretals auf der Schotterterrasse und am Fuss des Buechholzes, während Eppenberg an einem sanft nach Osten geneigten Hang auf 459 m ü. M. in einer Rodungsinsel auf dem Hügelzug zwischen dem Aaretal und dem Suhrental liegt.
Die Fläche des 1,9 km² grossen Gemeindegebiets umfasst einen Abschnitt des Schweizer Mittellandes im äussersten Osten des Kantons Solothurn. Die nördliche Grenze verläuft entlang des ehemaligen Aarelaufs, während der Hauptwasseranteil weiter nördlich über einen Seitenkanal zu einem Wasserkraftwerk geleitet wird. Von der Aare erstreckt sich der Gemeindeboden südwärts über die Talniederung (Schachen) und auf den angrenzenden Hügelzug des Buechholzes, der mit einer Felskante und einem Steilhang scharf zum Aaretal hin abfällt. Auf der Höhe westlich von Eppenberg wird mit 491 m ü. M. der höchste Punkt der Gemeinde erreicht. Der südliche Gemeindeteil umfasst die Rodungsinsel von Eppenberg, deren Hang sanft nach Osten gegen das Roggenhusertäli geneigt ist. Der Roggenhuserbach, ein kurzer rechter Seitenbach der Aare, bildet auf weite Strecken die östliche Grenze. Von der Gemeindefläche entfielen 1997 16 % auf Siedlungen, 44 % auf Wald und Gehölze, 38 % auf Landwirtschaft und etwas mehr als 2 % war unproduktives Land.
Die Doppelgemeinde besteht aus den Ortsteilen Eppenberg und Wöschnau und einer Gewerbesiedlung im Schachen. Nachbargemeinden von Eppenberg-Wöschnau sind Schönenwerd und Erlinsbach im Kanton Solothurn sowie Aarau und Unterentfelden im Kanton Aargau.
Kirchlich gehört Eppenberg-Wöschnau zur Kirchgemeinde Schönenwerd.

## Bevölkerung
Mit 326 Einwohnern (Stand 31. Dezember 2023) gehört Eppenberg-Wöschnau zu den kleinen Gemeinden des Kantons Solothurn. Von den Bewohnern sind 81,0 % deutschsprachig, 4,8 % sprechen Serbokroatisch und 4,2 % Italienisch (Stand 2000). Die Bevölkerungszahl von Eppenberg-Wöschnau belief sich 1850 auf 183 Einwohner, 1900 auf 266 Einwohner. Im Verlauf des 20. Jahrhunderts stieg die Bevölkerungszahl bis 1970 auf 439 Personen an. Seither wurde wieder eine deutlich sinkende Tendenz verzeichnet, wobei die Bevölkerungsabnahme vorwiegend auf Wöschnau zurückgeht.

## Wirtschaft
Eppenberg-Wöschnau war bis weit ins 20. Jahrhundert hinein eine vorwiegend durch die Landwirtschaft geprägte Gemeinde. Heute haben der Ackerbau und die Viehzucht nur noch einen geringen Stellenwert in der Erwerbsstruktur der Bevölkerung. Weitere Arbeitsplätze sind im lokalen Kleingewerbe und im Dienstleistungssektor vorhanden. Im Aaretal bei Wöschnau haben sich Betriebe des Baugewerbes und eine Schreinerei niedergelassen. Ein Teil der Aarauer Reitbahn im Schachen liegt ebenfalls auf dem Gemeindegebiet. In den letzten Jahrzehnten hat sich vor allem Eppenberg zu einer Wohngemeinde entwickelt. Viele Erwerbstätige sind deshalb Wegpendler, die hauptsächlich in den Regionen Aarau und Olten arbeiten.

## Verkehr
Die Gemeinde ist verkehrstechnisch gut erschlossen. Wöschnau liegt an der Hauptstrasse 5 von Olten nach Aarau, während Eppenberg abseits der grösseren Durchgangsstrassen von Schönenwerd oder Wöschnau her zu erreichen ist. Der nächste Anschluss an die Autobahn A1 (Bern-Zürich) befindet sich rund 6 km von Eppenberg entfernt.
Durch eine Autobuslinie des Busbetriebs Aarau ist Wöschnau an das Netz des öffentlichen Verkehrs angebunden (Eppenberg hingegen nicht).
- 3 Aarau Bahnhof – Wöschnau – (Schönenwerd Tannheim) – Schönenwerd Bahnhof – Gretzenbach Weid

Wöschnau ist seit dem Fahrplanwechsel 2025 nicht mehr am Nachtnetz angebunden.
Im Jahr 2015 begann der Bau des Eppenbergtunnels, mit dem die Eisenbahnlinie Olten-Aarau verstärkt wird. Die Baufirma Huber aus Eppenberg-Wöschnau hat einen Auftrag für diese Baustelle erhalten.

## Geschichte
Das Gemeindegebiet von Eppenberg-Wöschnau war schon früh besiedelt. Auf dem Buechholz, das auf drei Seiten steil abfällt und damit natürlich geschützt war, befand sich während der La-Tène-Zeit eines der grössten keltischen Refugien Europas. Es bedeckte eine Fläche von rund 12 Hektaren und war gegen Süden durch ein Wallsystem und einen Graben geschützt. Da nur sehr wenige Funde auf dem Gebiet gemacht wurden, war die Fluchtburg vermutlich nur während kurzer Zeit benützt worden.
Die erste urkundliche Erwähnung von Eppenberg erfolgte 1294 bereits unter der heutigen Namensform. Der Ortsname geht auf den althochdeutschen Personennamen Eppo zurück und bedeutet «Berg bzw. Sennhof des Eppo». Wöschnau erschien 1226 erstmals in den Urkunden unter dem Namen Weschnoue, der als «bei der waschenden (bespülten oder überschwemmten) Au» erklärt wird.
Im Mittelalter waren Eppenberg und Wöschnau Teil des Werderamtes im Buchsgau, der unter der Oberhoheit der Grafen von Frohburg stand. Die niedere Gerichtsbarkeit über die Dörfer hatte das Stift Schönenwerd inne. Später gehörten die beiden Orte zur Herrschaft Gösgen, die 1458 von Solothurn käuflich erworben wurde. Eppenberg und Wöschnau waren fortan der Vogtei Gösgen und dem Gerichtskreis Schönenwerd zugeteilt. Nach dem Zusammenbruch des Ancien Régime (1798) gehörten Eppenberg und Wöschnau während der Helvetik zum Verwaltungsbezirk Solothurn und ab 1803 zum Bezirk Olten. Seit dieser Zeit bilden sie eine eigenständige Doppelgemeinde.
In Wöschnau trafen im 19. Jahrhundert die Streckennetze der Nordostbahn und der Centralbahn zusammen. Diese beiden privaten Bahngesellschaften haben zu jener Zeit einen grossen Teil des heutigen Schweizer Eisenbahnnetzes gebaut.

## Sehenswürdigkeiten
Östlich der Verbindungsstrasse von Eppenberg nach Wöschnau liegt der Wildpark Roggenhausen, der teilweise auf dem Gemeindegebiet von Eppenberg-Wöschnau und teilweise auf dem Gemeindegebiet der Stadt Aarau liegt.

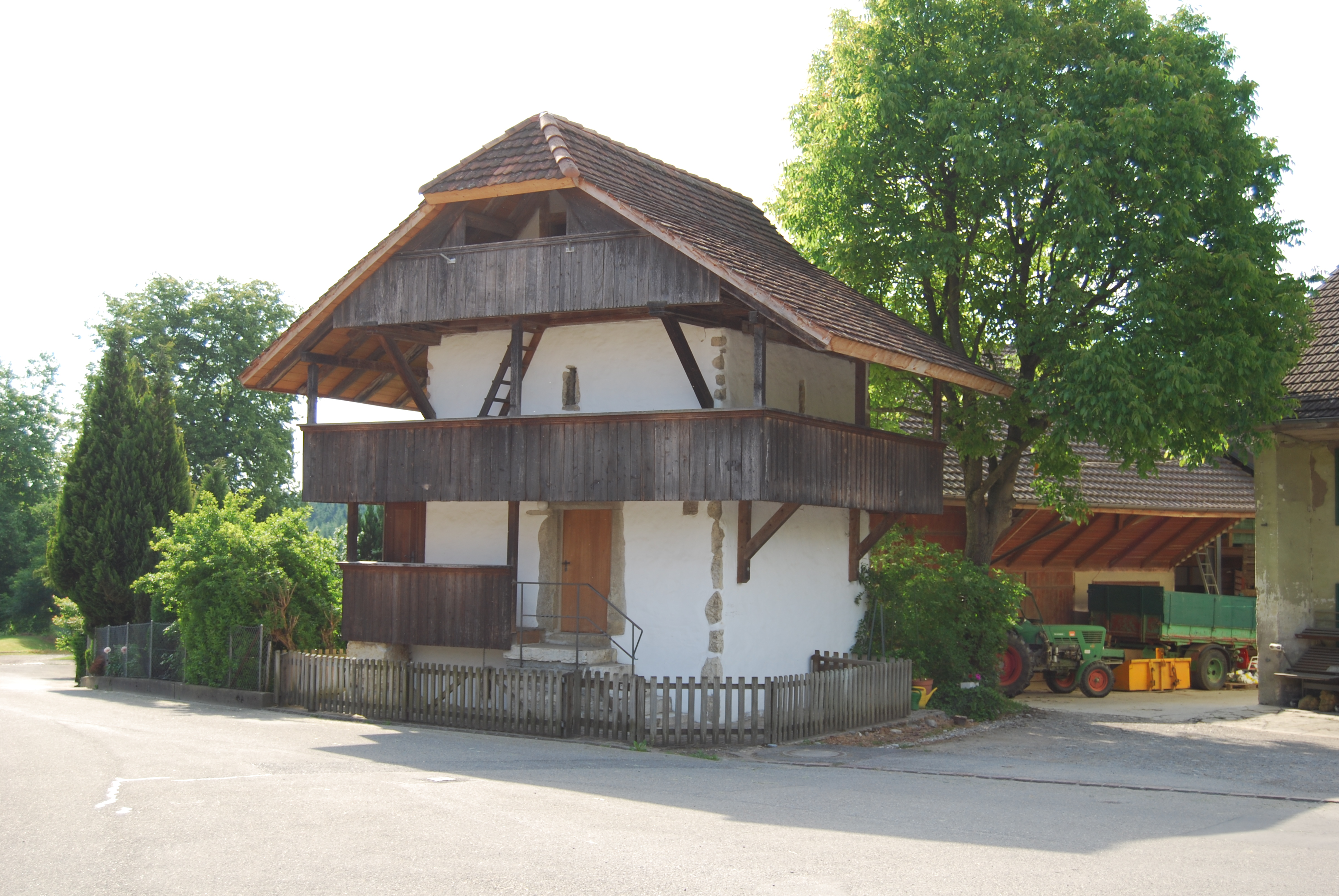
Alter Speicher in Eppenberg
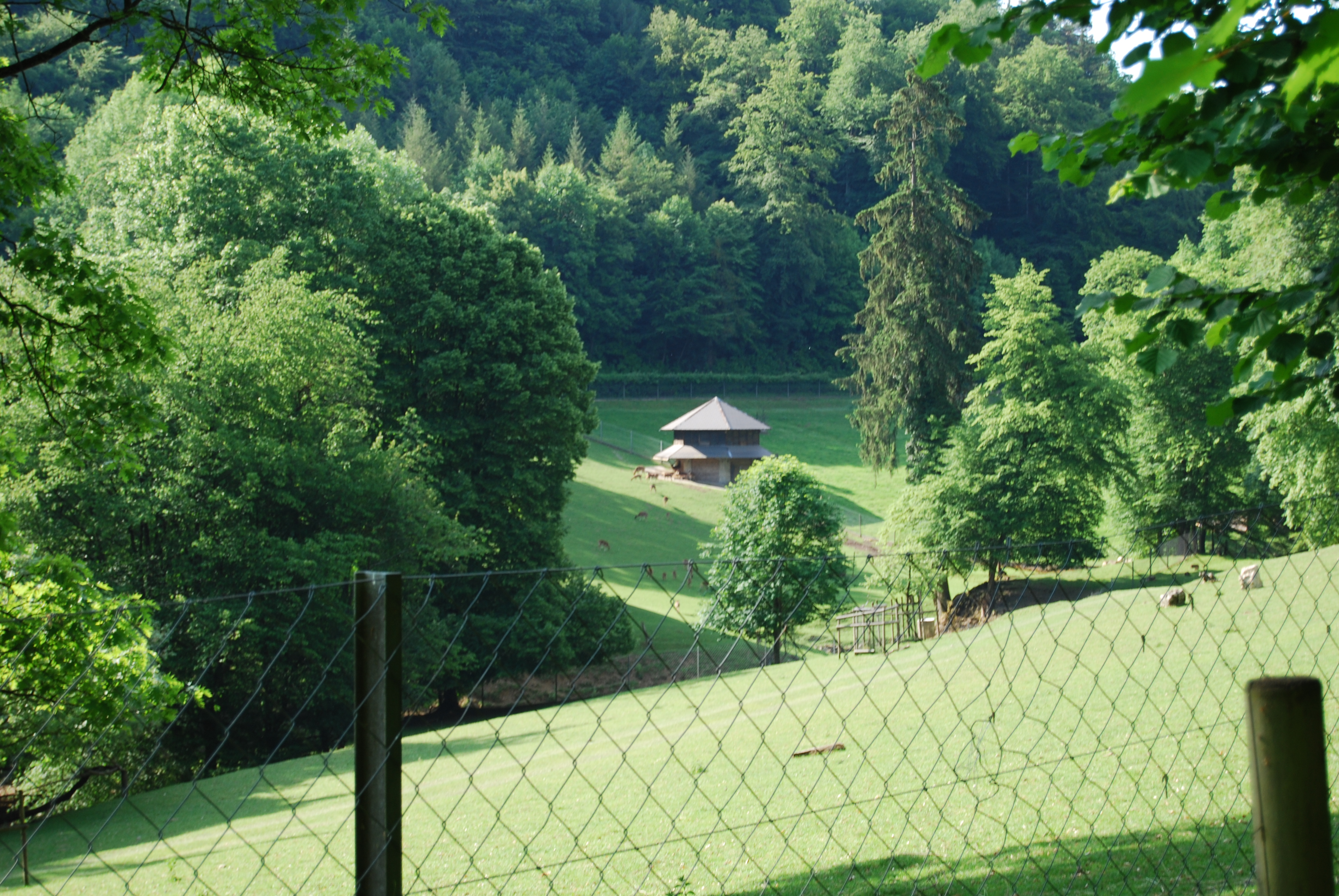
Wildpark Roggenhausen
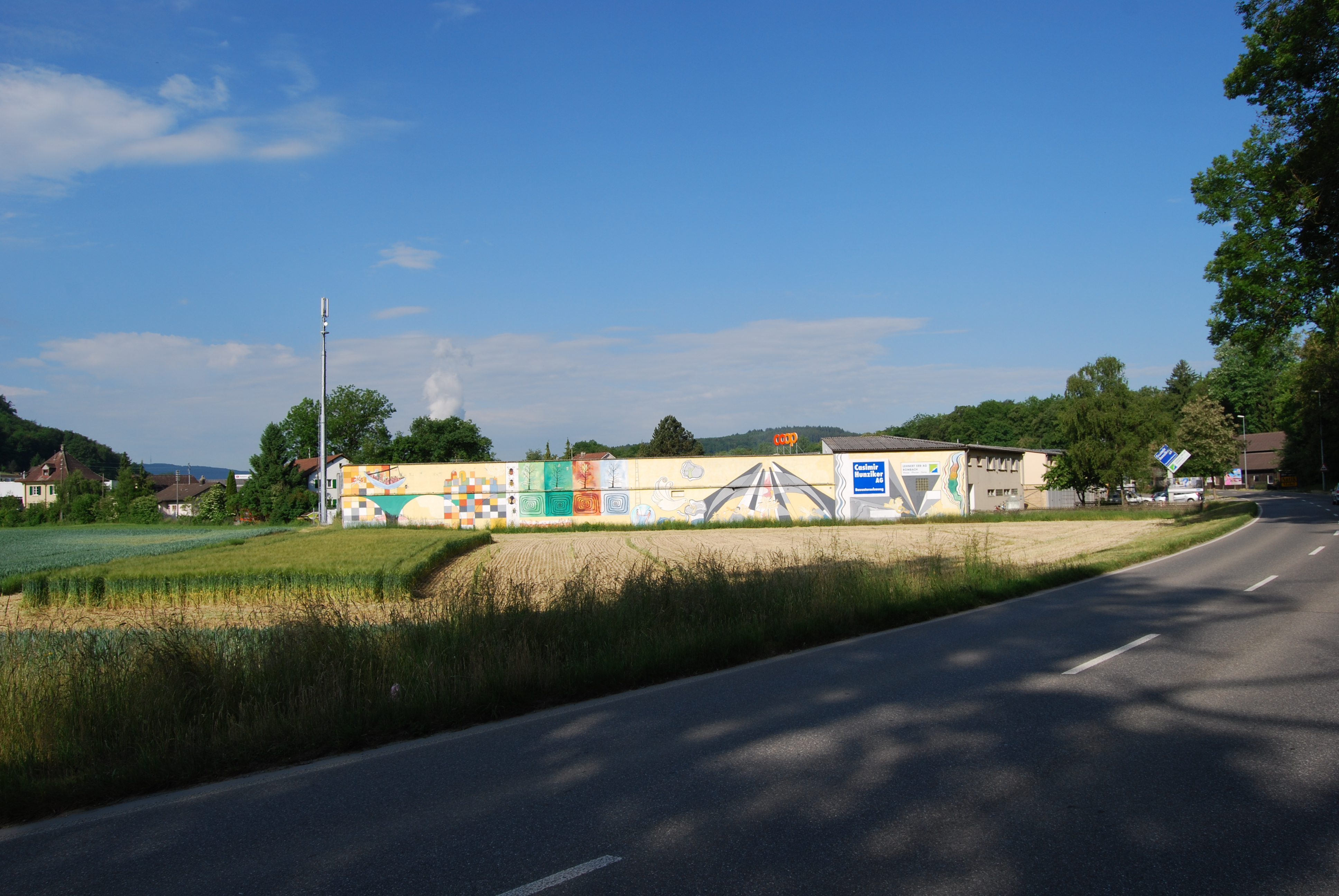
Gewerbegebiet im Schachen
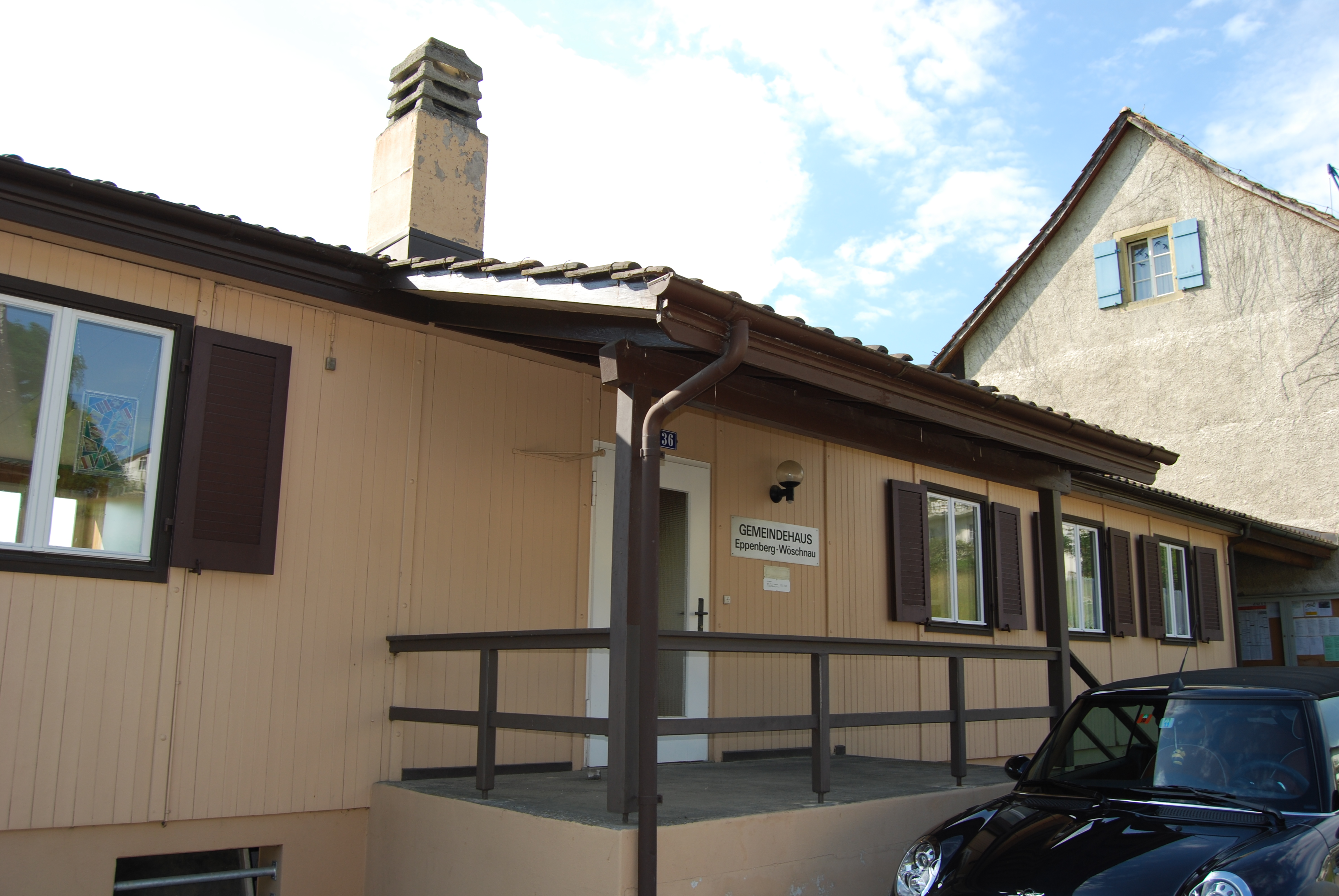
Gemeindehaus
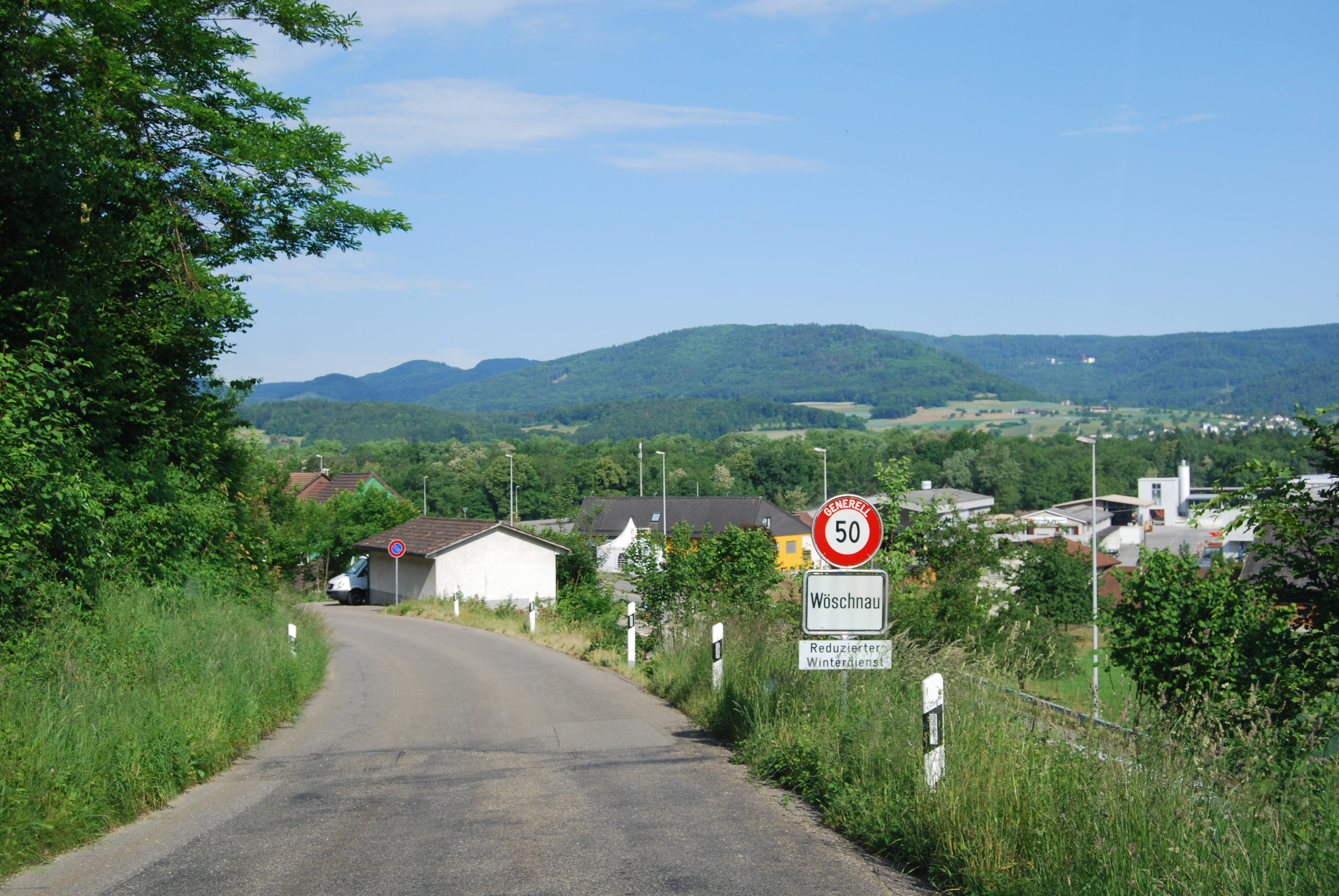
Wöschnau
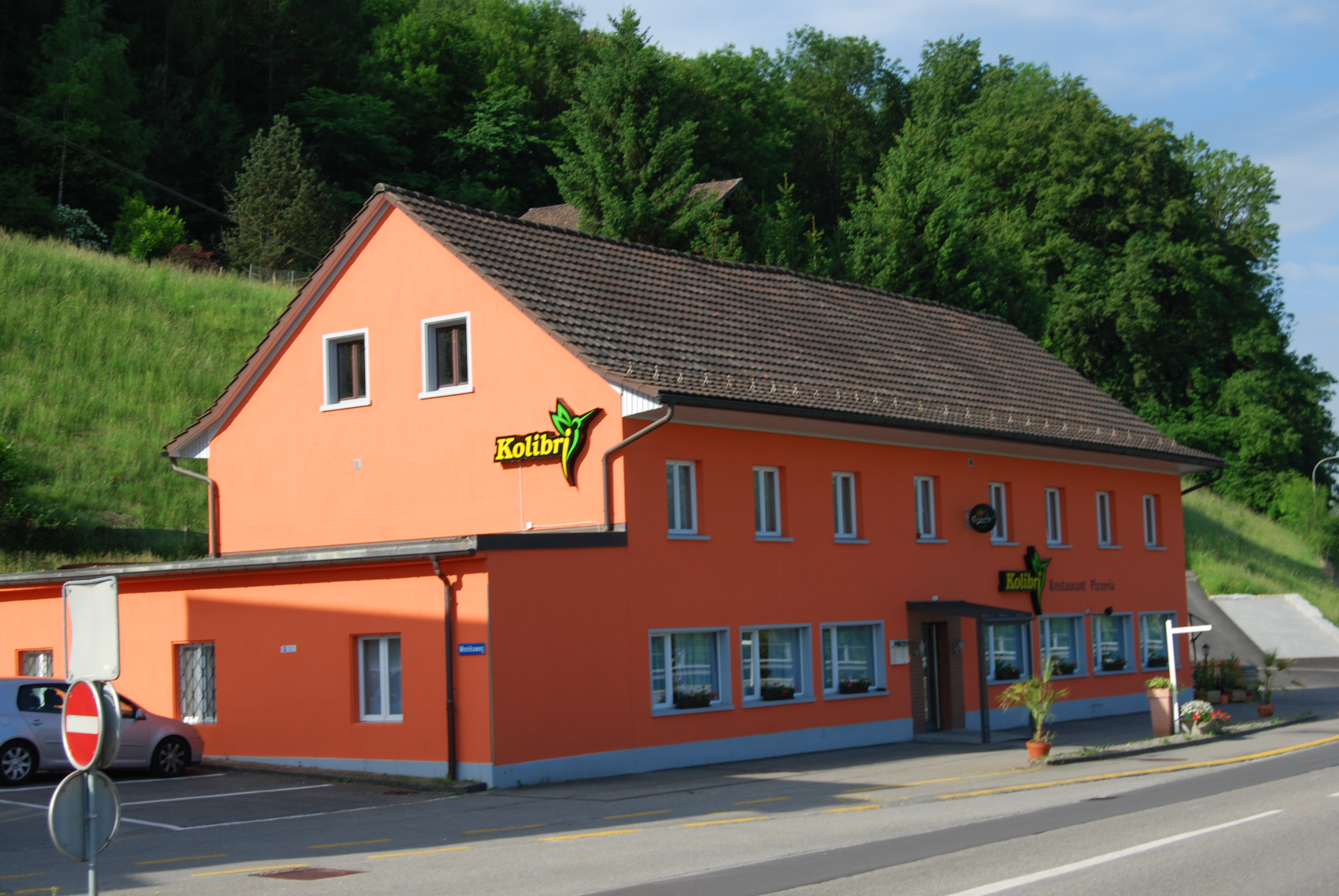
Restaurant Kolibri in Wöschnau
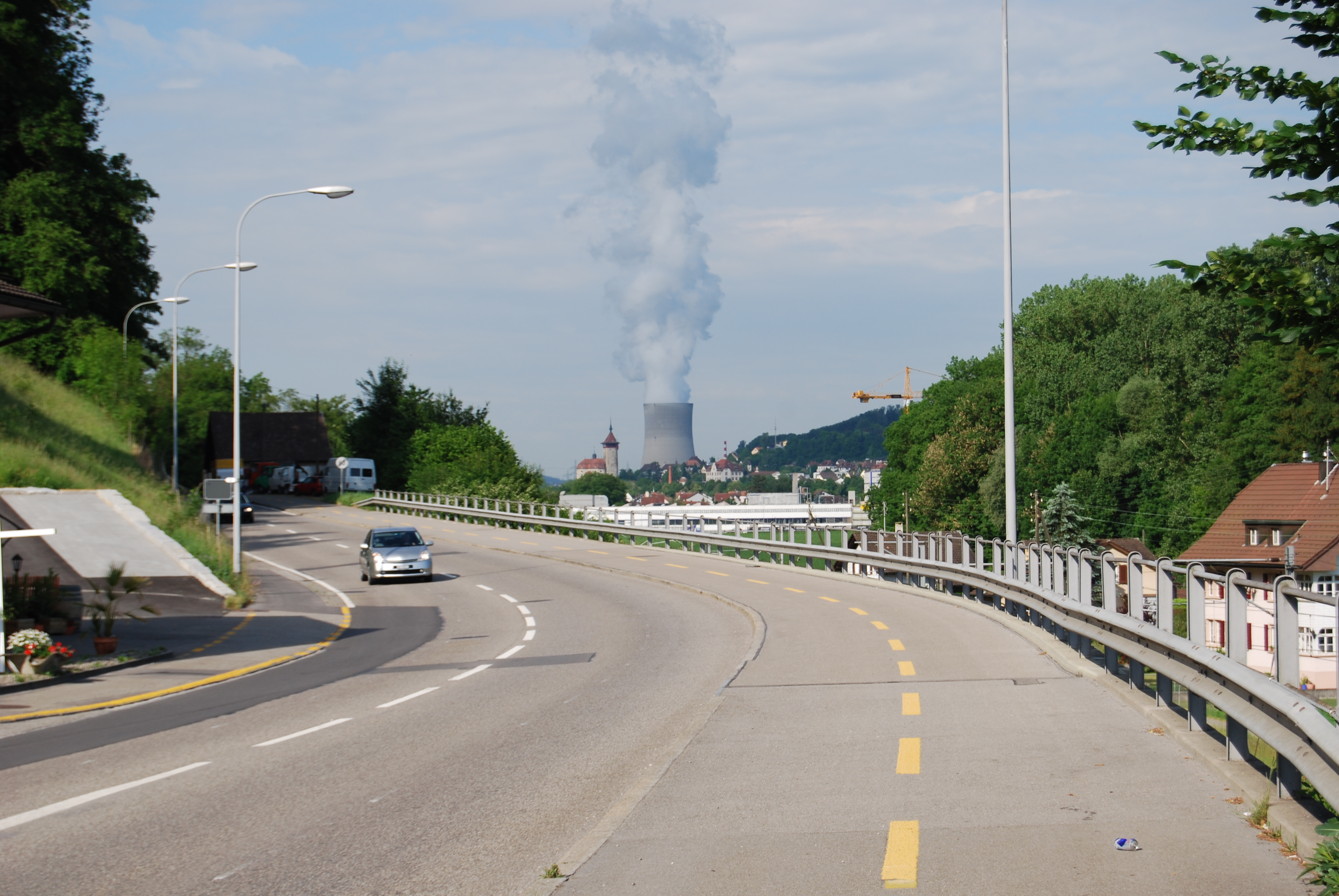
Blick in Richtung Niedergösgen und auf das Kernkraftwerk Gösgen

## Wappen
Blasonierung
Zweimal geteilt von Rot, Weiss und Schwarz, belegt mit blauer, rechtsgewendeter Sichel mit goldenem Griff
Die Farben des Schildes entsprechen dem Wappen der Freiherren von Bechburg, das auch von der Gemeinde Schönenwerd und dem Bezirk Gäu übernommen wurde.

## Persönlichkeiten
- Rolf Graf (1932–2019), Radrennfahrer
- Hans Huber, Komponist (1852–1921)